# 奧林·艾根
奧林·約伊克·艾根（英語：Olin Jeuck Eggen，1919年7月9日—1998年10月2日）是一名美國天文學家。

## 傳記
奧林·約伊克·艾根是奧林·艾根和伯莎·克雷爾·約伊克在威斯康辛州羅克郡鄉下生的兒子。他的父母都是來自挪威的後裔。他於1940年畢業於威斯康辛大學麥迪遜分校。第二次世界大戰時服務於戰略情報局，戰後再回到大學，並於1948年獲得天文物理學的博士學位。
他在世時，被推崇為當代最佳的天文觀測學家之一。他最著名的是與唐納德·林登貝爾和艾倫·桑德奇在1962年發表的開創性論文，提出了銀河系內的氣體雲開始坍縮的最早時間。他最早介紹如今大家都接受的移動星群的概念。1985年，他贏得了亨利·諾利斯·羅素講座。
在他的生涯中，他曾經任職於利克天文台（1948-1956年）、皇家格林威治天文台 （1956-1961年）、加州理工學院、威爾遜山天文台（1961-1966年）、澳大利亞國家天文臺的斯壯羅山天文台（1966-1977 年）和托洛洛山美洲際天文台（1977-1998 年）。
艾根的專業資格及榮譽包括美國天文學會的羅素講師（1985年）、英國皇家天文學會的副主席（1961-1962年）、澳大利亞物理研究所的波西紀念講座、澳大利亞天文學會主席（1971-1972年）、太平洋天文學會的會員。
在他過世後，發現他擁有許多皇家格林威治天文台失蹤多年，具有重大意義的歷史檔案，包括"海王星"的檔案。他在世時，總是否認有擁有任何相關的論文。
威斯康辛大學麥迪遜分校收集和保留了奧林·艾根的私人信件和相關檔案。這些收集的材料包括戰後的天文學和天文物理學大規模的發展，特別是在南半球建設大型光學望遠鏡（4米口徑）。威斯康辛大學麥迪遜分校收集的艾根檔案展示在收集在斯廷博克圖書館。

## 奧林·艾根獎學金
奧林·艾根獎學金成立於2000年，為的是紀念已故的奧林·艾根之貢獻。以養老金支援的獎學金提供給在澳洲國立大學天文和天文物理研究所攻讀博士學位的國際研究生

## 精選的工作
- 對北天4,000顆恆星的三色光度測量（1968年）
- 密接聯星，II（1967年）
- K和M型鄰近巨星的顏色、光度和運動（1966年）
- 證實質-光關係（1963年）
- 精確測量3483顆恆星的自行和逕向速度得出它們的空間速度向量（1962年）
- 南半球的三色光度測量：NGC 6383、NGC 6405和標準星（1961年）
- 對紅變星的三色光度測量（1961年）

## 外部連結
- "A Remembrance of Olin Eggen — 1919–1998" （页面存档备份，存于）, by Nicholas B. Suntzeff, 6 October 1998; NOAO Newsletter, No. 56, December 1998.
- .   [2019-04-13]. （原始内容存档于2005-02-06）., by Nick Kollerstrom, Neptune's Discovery: The British Case for Co-Prediction, Science and Technology Studies, University College London.
- "The Case of the Pilfered Planet" （页面存档备份，存于）, by William Sheehan, Nicholas Kollerstrom, and Craig B. Waff, Scientific American.com, December 2004.

### 訃聞
- Publications of the Astronomical Society of the Pacific, 113:131–135, January 2001